# Knut Löschke
Knut Löschke (* 18. August 1950 in Leipzig) ist ein deutscher Chemiker und Unternehmer.

## Leben
Nach seinem Abitur an der EOS Ernst Schneller (seit 1990: Gymnasium St. Augustin) in Grimma studierte Knut Löschke von 1969 bis 1973 an der Karl-Marx-Universität Leipzig Kristallographie, Festkörperphysik, Chemie, Mathematik und Materialwissenschaft und schloss als Diplom-Kristallograph ab. 1976 wurde er dort in Chemie promoviert. Nach seiner Tätigkeit als wissenschaftlicher Assistent am Institut für Kristallographie in Leipzig und Habilitation im Jahr 1985 leitete er seit 1986 im „Kombinat Wälzlager und Normteile“ die Entwicklungsgruppe für PCs und Software. Das Team nannte sich damals inoffiziell „PC-Ware“ und wollte sich selbstständig machen, was 1987 aber am staatlichen Monopolisten Robotron scheiterte. 1990 gelang dies schließlich, und Löschke gründete zusammen mit zwei Mitstreitern die PC-Ware GmbH (später PC-Ware Information Technologies AG).  Von 1990 bis 1998 war er deren Geschäftsführer und danach bis Juli 2009 Vorstandsvorsitzender sowie bis 2008 größter Einzelaktionär. Im März 2010 verkaufte er seine Aktien an den neuen Hauptaktionär Raiffeisen Informatik.
Im Februar 2010 übernahm er im Rahmen einer Kapitalerhöhung ein Aktienpaket der Softline AG und ist derzeit Aufsichtsratsvorsitzender.
Seit 24. März 2010 war er Mitglied des Aufsichtsrates der Deutschen Bahn. Seit 2003 war er Mitglied im Aufsichtsrat des Universitätsklinikums Leipzig. 2013–2019 übernahm er dessen Vorsitz.
2010 berief ihn die Hochschule für Technik, Wirtschaft und Kultur Leipzig (HTWK) zum Honorarprofessor. Seit September 2010 gehört er dem Aufsichtsrat der Stratos Business Solutions AG an.
Darüber hinaus ist er als Unternehmensberater tätig, unter anderem als Vorsitzender des Beirates der „Druck und Werte GmbH“. Er ist Mitglied des Beratungsgremiums „Innovation“ der sächsischen Staatsregierung und Senator des Bundesverbandes Mittelständische Wirtschaft (BVMW) und war bis 2012 Mitglied der Vollversammlung der Industrie- und Handelskammer Leipzig (IHK).
Im Januar 2012 hielt er einen Vortrag an der Universität Passau, in dem er den Einfluss von CO2 auf die Erderwärmung abstritt.
Für die AfD-Bundestagsfraktion war Löschke von 2018 bis 2020 Sachverständiger der Enquete-Kommission Künstliche Intelligenz – Gesellschaftliche Verantwortung und wirtschaftliche, soziale und ökologische Potenziale. Er war Kuratoriumsmitglied des Max-Planck-Instituts für Mathematik in den Naturwissenschaften.